# پایگاه هوایی گلنویو
پایگاه هوایی گلنویو (به انگلیسی: Naval Air Station Glenview) یک فرودگاه نظامی با کد یاتا NBU است . این فرودگاه در کشور ایالات متحده آمریکا قرار دارد و در ارتفاع ۱۹۹ متری از سطح دریا واقع شده‌است.